# Overclocking
Overclocking-ul reprezintă procedeul prin care o componentă hardware de calculator este forțată să funcționeze la frecvență mai mare decât cea specificată de producător. Componentele asupra cărora se aplică cel mai des procesul de overclocking sunt microprocesorul, memoria RAM, placa grafică și cipurile de pe placa de bază. Scopul acestei acțiuni este de a obține performanțe mai mari, fără ca acest lucru să ducă la instabilitatea sistemului. Acest procedeu poate conduce la economii, nefiind necesară achiziționarea unei componente mai scumpe și mai rapide, reversul fiind posibilitatea de a micșora durata de viață a componentei asupra căreia s-a aplicat procesul de overclocking sau chiar distrugerea ei.

## Răcirea
Toate componentele electronice degajă căldură în timpul funcționării, proporțională cu frecvența de tact. În cazul unui overclocking substanțial este necesară schimbarea soluției de răcire (coolerului) folosită în condițiile standard.
Coolerele obișnuite sunt de forma unui radiator și sunt din aluminiu, cupru (sau o combinație între cele două), eventual fiind prevăzute cu un mic ventilator pentru disiparea mai rapidă a căldurii. Alte soluții de răcire sunt mai complexe și mai scumpe, printre acestea numărându-se: răcirea cu apă sau alte lichide, dispozitive termoelectrice (care utilizează efectul Peltier), convecție forțată, prin schimbare de fază sau utilizarea de azot lichid (care fierbe la -196 °C), heliu lichid (-269 °C) sau „gheață uscată” (dioxid de carbon în formă solidă). Aceste ultime soluții sunt foarte costisitoare și pot fi folosite numai pe o durată scurtă, în general pentru obținerea de recorduri.

## Tensiunea de alimentare
Mărirea tensiunii de alimentare a unei componente crește potențialul de overclocking al acesteia, însă cantitatea de căldură disipată va crește proporțional cu pătratul tensiunii.

## BSEL mod
„BSEL mod” este o modificare relativ simplă a procesoarelor Intel din gama Core2, gamă care are un potențial foarte ridicat de overclocking. Ca rezultat al acestei modificări procesoarele vor fi văzute de sistem ca având un FSB nominal mai mare decât cel dat de producător, funcționând astfel la frecvențe mai mari, în general fără să fie nevoie de alte setări din BIOS. De reținut că mărirea frecvenței FSB nu duce la creșterea frecvenței magistralelor PCI și PCIE.
Procedeul constă în conectarea anumitor pini ai microprocesorului, acest lucru putând fi făcut cu o bucată de sârmă subțire, poleială sau vopsea metalică (de obicei cea folosită pentru circuitele de dezaburire a geamurilor din spate la automobile). 

## Alte considerații
Odată cu dezvoltarea tehnicii în domeniul semiconductorilor, producătorii de procesoare blochează posibilitățile utilizatorilor de a folosi frecvențe mai mari decât cele nominale, înscrise pe procesoare; unul dintre multiplele motive este diversificarea procesoarelor și a prețurilor lor pe piețele respective, care se poate realiza în bună măsură cu unul și același procesor, fără cheltuieli suplimentare de dezvoltare.
Noțiunea de overclock apare de fapt încă din procesul de producție al procesoarelor. Prima treaptă în fabricarea unui procesor este wafer-ul (un disc foarte subțire din siliciu pur monocristalin), pe care se aplică structurile care determină configurația procesorului dorit. Pe un asemenea wafer se delimitează mai multe cipuri a căror frecvență optimă nu se cunoaște decât în momentul în care sunt separate, asamblate și testate. Procesoarele care se află pe wafer pot rula la frecvențe diferite, fără ca aceasta să ducă la instabilitatea sistemului. În momentul în care acestea sunt testate se stabilește frecvența de lucru a fiecărui procesor astfel încât acesta să ruleze corect chiar și în condiții în care nu se asigură o răcire perfectă, sau și atunci când tensiunea de alimentare nu este stabilă. 
Un asemenea procesor trebuie să ruleze fără probleme minim 10 ani; din acest motiv producătorii marchează pe cip frecvența la care el a funcționat bine în condițiile date mai sus. Totuși se lasă un spațiu de siguranță pentru ca acestea să funcționeze corect și în condiții extreme.